# Кольонія-Льґота
Кольонія-Льґота (пол. Kolonia Lgota) — село в Польщі, у гміні Льґота-Велька Радомщанського повіту Лодзинського воєводства.
Населення — 319 осіб (2011).
У 1975-1998 роках село належало до Пйотрковського воєводства.

## Демографія
Демографічна структура станом на 31 березня 2011 року:
|          | Загалом | Допрацездатний вік | Працездатний вік | Постпрацездатний вік |
| -------- | ------- | ------------------ | ---------------- | -------------------- |
| Чоловіки | 156     | 24                 | 115              | 17                   |
| Жінки    | 163     | 24                 | 101              | 38                   |
| Разом    | 319     | 48                 | 216              | 55                   |